# گورنی (شهرستان چیشمینسکی، باشقیرستان)
گورنی (انگلیسی: Gorny, Chishminsky District, Republic of Bashkortostan) یک شهرک در شهرستان چیشمینسکی در استان باشقیرستان کشور روسیه است.